# Сърница
 Тази статия е за града.  За едноименното село вижте Сърница (област Хасково).  
Сърница е град (от 2003 г.) в Южна България, който е административен център на община Сърница (отделена като самостоятелна община от 1 януари 2015 г. с указ на Президента на Република България), област Пазарджик. Градът е известен предимно заради голямото производство на картофи, които се доставят в другите градове. По данни на ГРАО към 15 септември 2023 г. в града живеят 3523 души по настоящ адрес и 3643 души по постоянен адрес.

## География
Град Сърница е разположен в планински район. Намира се между рида Дъбраш и Велийшко-виденишки дял в Западните Родопи. В непосредствена близост минава река Доспат, вливаща се в едноименния язовир „Доспат“. Сърница е със средна надморска височина около 1200 m, поради което зимата е доста продължителна и студена, което се компенсира с уютно прохладно лято, приветстващо туристите. Около селището има много гъсти гори, представени най-вече от бор и смърч. Градът се намира на 22 km от Доспат, на 46 km от Велинград, на 90 km от областния център Пазарджик и на 180 km от столицата София. Населението е съставено от българи мюсюлмани (наричани в миналото българомохамедани или „помаци").

## История
Край селото са открити останки от раннохристиянска трикорабна базилика от IV-VI век.
Селището е основано през 1860 г. Първият заселник бил чобанинът Шабан и почти столетие селището носело неговото име – Шабанлии. Заселниците били предимно от Доспат, който днес е на отсрещния бряг на язовира. През 1975 г. селата и махалите Шабанлии, Крушата, Петелци, Бърдуче и Орлино са обединени под името Сърница. От 1950-те години до 1987 г. Сърница е самостоятелна община за почти 40 години, включваща и сърнишките села Медени поляни и Побит камък. Жителите на района изразяват желание за възстановяване на общината.. От 16 септември 2003 година Сърница е град.
На 23 април 1972 г. в Сърница е убит униформеният милиционер Сергей Куртов от 5 сърничани по повод отнемането на шофьорската книжка на единия от тях. Единият съучастник се предава, а другите 4-ма са заловени край село Кочан в опит да избягат в Гърция. Това е повод в селото да започне „Възродителният процес“. Селото е обградено и жителите му са събрани при училището. Тялото на милиционера е изложено в класна стая, а децата са заставени да го видят и да чуят признанието на съучастник в убийството. Така „възродителите“ внушават колективна вина на жителите на Сърница, благодарение на което смяната на имената минава сравнително гладко.
Посмъртно повишеният в младши лейтенант милиционер е погребан в центъра на селото, а над гроба му е издигнат паметник с надпис „Младши лейтенант Сергей Куртов. Загинал геройски при изпълнение на служебния си дълг.“ След това всички надгробни камъни в мюсюлманските гробища с написани турско-арабски имена са счупени.

## Религии
Населението изповядва исляма. То е с български етнически произход (майчиният език е български, както и голяма част от песните и обичаите са типични за българския фолклор) и мюсюлманско по вероизповедание. Хората, следователно, са българомохамедани (помаци). Във всеки от 3-те квартала на града – Петелци, Шабанли и Крушата (бивши села, вж. по-горе) – има по 1 джамия.

## Политика
Град Сърница вече е център на собствена община от 1 януари 2015 г. Към състава на общината са и селата Побит камък и Медени поляни. През 2015 година жителите на община Сърница упражняват правото си на вот два пъти, като през месец март са проведени нови избори за избор на общински кмет и общински съвет. По-късно през октомври жителите на общината правят своя избор и на редовните местни избори 2015 г.

## Икономика
В Сърница има над 100 фирми за дърводобив. Те преработват дървесина от 29 стопанства, включително от Смолян, Благоевград и Пазарджик.
Развит е транспортът – в града има над 1000 леки автомобила, над 500 товарни камиона и около 50 ТИР-а камиона.
Върху площ от около 1700 дка се садят и отглеждат известните сърнишки картофи.
През последните години се наблюдава разрастване на туристическия бранш. Чистият въздух и девствената природа, съчетани с близостта на язовир „Доспат“ са предпоставка за изграждане на хотелски комплекси, почивни бази, вилни зони, като се наблюдава увеличаване на притока на туристи, както през летния, така и през зимния сезон.

## Обществени институции
- Целодневна детска градина „Мир“
- Средно училище „Св. св. Кирил и Методий“ – гр. Сърница
- Хотели в града и почивни бази край язовира

## Забележителности
Наблизо се намира язовир „Доспат“. Той е вторият по големина в страната след „Искър“, дълъг е 19 km. В него може да се лови шаран, пъстърва, кефал, костур, червеноперка и каракуда.
В близост до Сърница минава древен римски път, свързвал навремето Филипопол с Никополис ад Нестум (руините на този римски град се намират до село Гърмен, Гоцеделчевско).

## Редовни събития
Редовно в града се почитат както официалните празници, така и двата свещени мюсюлмански празника – съответно Рамазан байрам и Курбан байрам, които нямат точно определена дата, а са променливи според религиозния календар.

## Личности
- Николай Славеев (р. 1965) – български народен певец.
- Небие Кабак (р. 1997) – български политик

## Други

### Кухня
- Родопски клин
- Пататник